# Hans-Christian Schweiker
Hans-Christian Schweiker (* in Reutlingen) ist ein deutscher Cellist und Hochschullehrer an der Hochschule für Musik und Tanz Köln, Abteilung Aachen.

## Leben und Wirken
Schweiker studierte Violoncello bei Boris Mironowitsch Pergamenschtschikow an der Kölner Musikhochschule und ergänzte seine Studien im Fach Kammermusik bei den Mitgliedern des bis 1987 bestehenden Amadeus-Quartetts, welche zur damaligen Zeit allesamt auch Dozenten an der HfM Köln waren.
Anschließend blieb Schweiker der Musikhochschule verbunden und erhielt zunächst eine Assistentenstelle bei seinem ehemaligen Lehrer Pergamenschtschikow. Als Kammermusiker trat Schweiker dann zusammen mit Pergamenschtschikow, Tibor Varga, Bruno Giuranna, dem Amadeus-Quartett und anderen Virtuosen in zahlreichen Ländern Europas sowie in den Vereinigten Staaten von Amerika und Südafrika auf. Darüber hinaus erhielt er Einladungen zu Gastspielen als Cello-Solist mit renommierten Orchestern an bedeutenden Musikzentren Europas. Zwischenzeitlich gewann Schweiker den 1. Preis beim Internationalen Kammermusikwettbewerb in Città di Castello.
Im Jahre 1991 schließlich berief die Musikhochschule Köln Schweiker zum Professor und übertrug ihm die Klasse für Violoncello und Kammermusik an ihrer Aachener Abteilung. Daneben leitet Schweiker weiterhin in mehreren Ländern Europas international besetzte Meisterkurse.
Auf Grund ihrer gemeinsamen Vorliebe für die Kammermusik gründete er zusammen mit seiner Ehefrau, der Pianistin Hyun-Jung Kim-Schweiker, zunächst das „Duo con Aura“, das im Jahre 2000 mit der Violinistin Franziska Pietsch zum „Trio Testore“, benannt nach dem Geigenbauer Carlo Giuseppe Testore, erweitert wurde. Bei ihren zahlreichen bundesweiten Auftritten wie beispielsweise bei der Schubertiade Schloss Eyb in Dörzbach, dem Giessener Meisterkonzert, den Bad Uracher und Rösrather Schlosskonzerten und anderen konnte das Trio sowohl das Publikum als auch die Presse von ihrer Musikalität und Virtuosität überzeugen. Zum 10. Jubiläum hat Trio Testore sein eigenes Kammermusikfestival „Mai – Klassik“ in Alsdorf ins Leben gerufen. Eine mit Werken von Rachmaninov und Tschaikowsky 2014 veröffentlichte CD-Aufnahme wurde für den „International Classical Music Award (ICMA) 2015“ nominiert. 2015 trennte sich die Violinistin Pietsch von dem Ensemble und an ihrer Stelle wurde der Violinist Sebastian Hamann, Professor für Violine und Kammermusik an den Hochschulen für Musik Freiburg und Luzern, in das Trio aufgenommen.

## Diskografie (Auswahl)
- Georg Philipp Telemann: 6 moralische Kantaten nach Texten von Daniel Stoppe, Florian Prey, Krailing, 1997
- Johann Sebastian Bach: Sechs Suiten für Violoncello solo (BWV 1007 – 1012) nach den vorhandenen Quellen unter besonderer Berücksichtigung der Abschriften von Anna Magdalena Bachs; Ries und Erler, Berlin, 2001
- Johannes Brahms: Klaviertrio Nr. 2, op. 87, Dmitri Schostakowitsch: Klaviertrio Nr. 2, op. 67, Trio Testore: Franziska Pietsch, Violine, H. C. Schweiker, Violoncello, H. J. Kim-Schweiker, Piano. Audite 40.003, 2011, CD
- Johannes Brahms: The complete Piano Trios, Trio Testore: Franziska Pietsch, Violine, H. C. Schweiker, Violoncello, H. J. Kim-Schweiker, Piano. Audite 91.688, 2013, 2 CD
- Sergie Rachmaninow: Trio éliaque Nr. 1, Peter Tschaikowsky: Piano Trio op. 50, Trio Testore: Franziska Pietsch, Violine, H. C. Schweiker, Violoncello, H. J. Kim-Schweiker, Piano. Audite 92.691, 2014, CD